# آیگوئیل دو باولمز
آیگوئیل دو باولمز (به لاتین: Aiguilles de Baulmes) یک کوه در سوئیس است که در کانتون وو واقع شده‌است. آیگوئیل دو باولمز ۱٬۵۵۹ متر بالاتر از سطح دریا واقع شده‌است.